# Paddeljacke
Eine Paddeljacke ist eine aus einem wasserundurchlässigen Material bestehende Jacke, die speziell zum Paddeln im Kanu oder Canadier hergestellt wurde. Moderne Paddeljacken sind aus einem wasserdichten, aber auch hochgradig atmungsaktiven Material. Von Regen- und wasserdichten Outdoor-Jacken unterscheiden sich Paddeljacken vor allem durch den besonderen Schutz der Öffnungen gegen eindringendes Wasser.
An den Armen haben heute praktisch alle Modelle (oft verstellbare) Bündchen aus Neopren. Hochwertige Jacken haben unter dem Neoprenbündchen meistens noch Gummibündchen, um die Dichtigkeit der Jacke zu steigern.
Am Hals ist eine Paddeljacke meistens mit einer Neoprenmanschette und manchmal noch mit einer Latexhalsmanschette versehen (was das An- und Ausziehen allerdings ziemlich erschwert).
Am Kamin (unterer Teil der Jacke) sind einfache Paddeljacken meistens mit einem Gummizug versehen, die teureren haben eine Neoprenverstärkung und sehr hochwertige Jacken sind gedoppelt, um eine Spritzdecke (nur Spritzdecken ohne Träger) optimal tragen zu können.